# Berberis dielsiana
Berberis dielsiana är en berberisväxtart som beskrevs av Friedrich Karl Georg Fedde. Berberis dielsiana ingår i släktet berberisar, och familjen berberisväxter. Inga underarter finns listade i Catalogue of Life.